# Изгутдинов, Марат Сафаргалеевич
Мара́т Сафаргале́евич Изгутди́нов (род. 26 февраля 1973, Челябинск) — генеральный директор ОАО «Ратеп» Концерна ПВО «Алмаз-Антей».

## Биография
В 1990 году окончил среднюю школу № 18 в г. Волгодонск Ростовской области. В 1988—1990 гг. проходил лётную подготовку в Волгодонском Авиаспортивном клубе ДОСААФ СССР, имеет самостоятельный налёт на самолёте Як-52. В 1996 году окончил Военно-воздушную инженерную академию им. Н. Е. Жуковского по специальности «вооружение летательных аппаратов» с квалификацией «инженер-исследователь».
С 1996 г. — помощник ведущего инженера военного представительства Министерства обороны Российской Федерации в г. Дубна (Московская область). В 2001—2008 гг. — начальник отдела ВВС, заместитель генерального директора ОАО «Промпоставка» (дочерняя организация ОАО «Рособоронэкспорт»). В 2006 г. защитил диссертацию «Повышение эффективности навигационного обеспечения воздушных судов с использованием комплекса спутниковых и инерциальных навигационных систем» на соискание степени кандидата технических наук.
В 2007—2008 годах — начальник Экспериментально-теоретического управления ОАО «МКБ „Компас“» (Москва). В 2008—2009 гг. — первый заместитель генерального директора ООО «АвиаТехникГрупп» (Москва).
В 2009—2012 годах — заместитель генерального директора по ВТС и оборонному заказу ОАО «АКБ „Якорь“» — головной компании холдинга «Авиационное оборудование» (Москва); заместитель генерального директора ОАО «Концерн „Авиационное оборудование“», член совета директоров ОАО «Балашихинский литейно-механический завод».
С июня 2012 по декабрь 2014 — генеральный директор ОАО «Научно-производственное предприятие „Старт“ им. А. И. Яскина» холдинга «Авиационное оборудование» государственной корпорации «Ростех», ведущего разработчика и производителя вооружений и военной техники. Под руководством М. С. Изгутдинова предприятие преобразовано из опытного конструкторского бюро в серийный научно-производственный комплекс, началась масштабная автоматизация, модернизация и техническое перевооружение предприятия, в том числе в рамках Федеральной целевой программы «Развитие ОПК».
Впервые за несколько десятилетий заключены государственные контракты на выполнение НИОКР по разработке перспективных образцов военной техники.
За время руководства М. С. Изгутдинова объём производства предприятия вырос более чем в 0 раз, средняя заработная плата работников выросла в 2 раза, во много раз выросла прибыль и значительно улучшены условия труда сотрудников. Успехи НПП «Старт» отмечены на городском и областном уровнях.
НПП «Старт» стало победителем областного конкурса промышленности и инноваций «Достижение 2014» в номинации «Человеческий капитал»; победителем общегородского конкурса «Лучший налогоплательщик 2013 года» за обеспечение роста платежей в бюджет муниципального образования «город Екатеринбург» и активное участие в социальных мероприятиях; награждено Почётной грамотой Главы Администрации города Екатеринбурга за большой вклад в социально-экономическое развитие муниципального образования «город Екатеринбург», Почётным дипломом Губернатора Свердловской области «за большой вклад в развитие и укрепление благосостояния Свердловской области, достижение высоких производственных показателей в 2013 году».
По инициативе М. С. Изгутдинова в 2014 году Научно-производственному предприятию «Старт» присвоено имя А. И. Яскина.
С февраля 2015 года по настоящее время — Советник генерального директора ОАО «Концерн ПВО Алмаз-Антей», г. Москва.
В марте 2015 года назначен на должность генерального директора ОАО «Ратеп» (г. Серпухов Московской области), входит в Концерн ПВО «Алмаз-Антей».

### Семья
Женат, трое детей.

## Награды
- Почётная грамота Председателя Законодательного собрания Свердловской области — за большой вклад в развитие предприятия
- Почётная грамота Администрации города Екатеринбурга — за большой вклад в социально-экономическое развитие муниципального образования «город Екатеринбург» и в связи с 80-летием со дня образования Октябрьского района города Екатеринбурга[8]
- Почётная грамота Союза предприятий оборонных отраслей промышленности Свердловской области — за большой личный вклад в развитие оборонно-промышленного комплекса Свердловской области
- Благодарственные письма заместителя Главы Администрации Екатеринбурга и Главы Администрации Октябрьского района Екатеринбурга.